# Lliga cèltica de rugbi 2012-2013
La Lliga cèltica de rugbi 2012-2013 és la temporada 2012-2013 de la Lliga cèltica de rugbi on el vigent campió és els Ospreys Rugby que defensa el títol aconseguit l'any passat, s'inicià el 31 d'agost del 2012. Malgrat la seva eliminació a la H Cup, el Leinster guanyà la final i esdevingué campió de la temporada.

## Resultats
| Clubs                  | BRT     | CB      | CR      | ER      | GW      | S       | LR      | MR      | NGD     | O       | UR      | Z       |
| ---------------------- | ------- | ------- | ------- | ------- | ------- | ------- | ------- | ------- | ------- | ------- | ------- | ------- |
| Benetton Rugby Treviso |         | 26 – 17 | 23 – 23 | 30 – 10 | 13 – 24 | 22 – 20 | 18 – 19 | 34 – 10 | 32 – 13 | 12 – 6  | 15 – 16 | 26 – 18 |
| Cardiff Blues          | 34 – 18 |         | 22 – 26 | 19 – 21 | 3 – 18  | 6 – 9   | 11 – 26 | 18 – 24 | 12 – 10 | 16 – 23 | 18 – 48 | 28 – 13 |
| Connacht Rugby         | 18 – 3  | 9 – 13  |         | 23 – 24 | 3 – 20  | 11 – 24 | 34 – 6  | 12 – 16 | 30 – 11 | 22 – 10 | 18 – 34 | 23 – 19 |
| Edinburgh Rugby        | 22 – 27 | 16 – 17 | 24 – 32 |         | 17 – 21 | 28 – 29 | 16 – 31 | 18 – 23 | 31 – 24 | 23 – 13 | 14 – 8  | 41 – 10 |
| Glasgow Warriors       | 41 – 7  | 29 – 13 | 27 – 17 | 23 – 14 |         | 13 – 18 | 0 – 6   | 51 – 24 | 37 – 6  | 35 – 17 | 20 – 14 | 22 – 19 |
| Scarlets               | 17 – 41 | 24 – 6  | 25 – 15 | 14 – 13 | 29 – 6  |         | 45 – 20 | 18 – 10 | 24 – 13 | 16 – 23 | 12 – 19 | 22 – 13 |
| Leinster Rugby         | 40 – 5  | 59 – 22 | 17 – 0  | 22 – 16 | 22 – 17 | 32 – 5  |         | 30 – 21 | 45 – 25 | 37 – 19 | 18 – 22 | 37 – 7  |
| Munster Rugby          | 19 – 6  | 6 – 17  | 22 – 0  | 30 – 3  | 31 – 3  | 6 – 13  | 24 – 32 |         | 33 – 13 | 13 – 13 | 24 – 10 | 29 – 3  |
| Newport Gwent Dragons  | 23 – 14 | 5 – 16  | 14 – 3  | 32 – 12 | 3 – 60  | 20 – 28 | 19 – 26 | 30 – 24 |         | 3 – 14  | 19 – 46 | 37 – 6  |
| Ospreys                | 28 – 3  | 33 – 12 | 26 – 9  | 24 – 7  | 10 – 28 | 32 – 3  | 19 – 10 | 30 – 15 | 52 – 19 |         | 13 – 16 | 16 – 15 |
| Ulster Rugby           | 29 – 29 | 37 – 13 | 25 – 0  | 45 – 20 | 18 – 20 | 47 – 17 | 27 – 19 | 20 – 19 | 31 – 5  | 12 – 16 |         | 26 – 3  |
| Zebre                  | 3 – 10  | 7 – 14  | 17 – 30 | 7 – 9   | 20 – 36 | 10 – 24 | 22 – 41 | 25 – 27 | 13 – 14 | 16 – 34 | 25 – 27 |         |

## Classificació
| Classificació general de la Lliga cèltica | Classificació general de la Lliga cèltica | Classificació general de la Lliga cèltica | Classificació general de la Lliga cèltica | Classificació general de la Lliga cèltica | Classificació general de la Lliga cèltica | Classificació general de la Lliga cèltica | Classificació general de la Lliga cèltica | Classificació general de la Lliga cèltica | Classificació general de la Lliga cèltica | Classificació general de la Lliga cèltica | Classificació general de la Lliga cèltica | Classificació general de la Lliga cèltica | Classificació general de la Lliga cèltica | Classificació general de la Lliga cèltica |
| Class.                                    | Clubs                                     | Pts                                       | J                                         | G                                         | E                                         | P                                         | B0                                        | BD                                        | pf                                        | pc                                        | p±                                        | af                                        | ac                                        | a±                                        |
| ----------------------------------------- | ----------------------------------------- | ----------------------------------------- | ----------------------------------------- | ----------------------------------------- | ----------------------------------------- | ----------------------------------------- | ----------------------------------------- | ----------------------------------------- | ----------------------------------------- | ----------------------------------------- | ----------------------------------------- | ----------------------------------------- | ----------------------------------------- | ----------------------------------------- |
| 1.                                        | Ulster Rugby                              | 81                                        | 22                                        | 17                                        | 1                                         | 4                                         | 8                                         | 3                                         | 577                                       | 348                                       | 225                                       | 62                                        | 33                                        | 29                                        |
| 2.                                        | Leinster Rugby                            | 78                                        | 22                                        | 17                                        | 0                                         | 5                                         | 9                                         | 1                                         | 585                                       | 386                                       | 214                                       | 63                                        | 46                                        | 17                                        |
| 3.                                        | Glasgow Warriors                          | 76                                        | 22                                        | 16                                        | 0                                         | 6                                         | 9                                         | 3                                         | 541                                       | 324                                       | 233                                       | 66                                        | 30                                        | 36                                        |
| 4.                                        | Scarlets                                  | 66                                        | 22                                        | 15                                        | 0                                         | 7                                         | 3                                         | 3                                         | 436                                       | 406                                       | 40                                        | 41                                        | 37                                        | 4                                         |
| 5.                                        | Ospreys Rugby                             | 62                                        | 22                                        | 14                                        | 1                                         | 7                                         | 2                                         | 2                                         | 471                                       | 342                                       | 133                                       | 48                                        | 25                                        | 23                                        |
| 6.                                        | Munster Rugby                             | 54                                        | 22                                        | 11                                        | 1                                         | 10                                        | 4                                         | 4                                         | 442                                       | 389                                       | 80                                        | 46                                        | 34                                        | 12                                        |
| 7.                                        | Benetton Rugby Treviso                    | 50                                        | 22                                        | 10                                        | 2                                         | 10                                        | 4                                         | 2                                         | 414                                       | 450                                       | -45                                       | 45                                        | 44                                        | 1                                         |
| 8.                                        | Connacht Rugby                            | 38                                        | 22                                        | 8                                         | 1                                         | 13                                        | 1                                         | 3                                         | 358                                       | 422                                       | -74                                       | 32                                        | 43                                        | -11                                       |
| 9.                                        | Cardiff Blues                             | 38                                        | 22                                        | 8                                         | 0                                         | 14                                        | 1                                         | 5                                         | 348                                       | 487                                       | -154                                      | 28                                        | 51                                        | -23                                       |
| 10.                                       | Edinburgh Rugby                           | 36                                        | 22                                        | 7                                         | 0                                         | 15                                        | 1                                         | 7                                         | 399                                       | 504                                       | -132                                      | 35                                        | 51                                        | -16                                       |
| 11.                                       | Newport Gwent Dragons                     | 28                                        | 22                                        | 6                                         | 0                                         | 16                                        | 1                                         | 3                                         | 358                                       | 589                                       | -222                                      | 31                                        | 72                                        | -41                                       |
| 12.                                       | Zebre                                     | 10                                        | 22                                        | 0                                         | 0                                         | 22                                        | 1                                         | 9                                         | 291                                       | 573                                       | -298                                      | 29                                        | 60                                        | -31                                       |

## Fase final
| Semifinals     | Semifinals | Semifinals       |
| -------------- | ---------- | ---------------- |
| Ulster Rugby   | 28 – 17    | Scarlets         |
| Leinster Rugby | 17 – 15    | Glasgow Warriors |

| Final        | Final   | Final          |
| ------------ | ------- | -------------- |
| Ulster Rugby | 18 – 24 | Leinster Rugby |

| Campió         |
| -------------- |
| Leinster Rugby |